# Szilvás
Szilvás is een plaats (község) en gemeente in het Hongaarse comitaat Baranya. Szilvás telt 194 inwoners (2001).